# Liste der Landschaftsschutzgebiete im Landkreis Rhön-Grabfeld
Im Landkreis Rhön-Grabfeld gibt es zwei Landschaftsschutzgebiete (Anteile an Naturparks). (Stand: November 2018)

## Hinweise zu den Angaben in der Tabelle
- Gebietsname: Amtliche Bezeichnung des Schutzgebietes
- Bild/Commons: Bild und Link zu weiteren Bildern aus dem Schutzgebiet
- LSG-ID: Amtliche Nummer des Schutzgebietes
- WDPA-ID: Link zum Eintrag des Schutzgebietes in der World Database on Protected Areas
- Wikidata: Link zum Wikidata-Eintrag des Schutzgebietes
- Ausweisung: Datum der Ausweisung als Schutzgebiet
- Gemeinde(n): Gemeinden, auf denen sich das Schutzgebiet befindet
- Lage: Geografischer Standort
- Fläche: Gesamtfläche des Schutzgebietes in Hektar
- Flächenanteil: Anteilige Flächen des Schutzgebietes in Landkreisen/Gemeinden, Angabe in % der Gesamtfläche
- Bemerkung: Besonderheiten und Anmerkungen

Bis auf die Spalte Lage sind alle Spalten sortierbar.
| Gebietsname                                                 | Bild/Commons   | LSG-ID       | WDPA-ID | Wikidata  | Ausweisung | Gemeinde(n) | Lage     | Fläche ha | Flächenanteil | Bemerkung |
| ----------------------------------------------------------- | -------------- | ------------ | ------- | --------- | ---------- | ----------- | -------- | --------- | --- | --------- |
| LSG Bayerische Rhön                                         | weitere Bilder | LSG-00563.01 | 396113  | Q59632925 | 1983       |             | Position | 96076,6   | Landkreis Bad Kissingen (56 %), Landkreis Rhön-Grabfeld (43,9 %)                                                         |           |
| LSG innerhalb des Naturparks Hassberge (ehemals Schutzzone) | weitere Bilder | LSG-00573.01 | 396122  | Q59632927 | 1987       |             | Position | 56385,96  | Landkreis Bamberg (12,3 %), Landkreis Rhön-Grabfeld (19,5 %), Landkreis Haßberge (66,6 %), Landkreis Schweinfurt (1,6 %) |           |